# Cabañas (Zacapa)
Cabañas (en honor al general liberal hondureño José Trinidad Cabañas) es un municipio del departamento de Zacapa, en la República de Guatemala. Originalmente era llamado «San Sebastián Chimalapa», hasta que el gobierno del general Manuel Lisandro Barillas le cambió el nombre por el de «Cabañas» en 1890. 
Después la Independencia de Centroamérica en 1821, San Sebastián Chimalapa fue asignado al circuito de Acasaguastlán del distrito N.º 4 (Chiquimula) para la administración de justicia.
Entre 1908 y 1920 fue parte del departamento de El Progreso, el que fue creado por el gobierno del licenciado Manuel Estrada Cabrera para administrar de mejor forma la región por la que circulaba el entonces nuevo Ferrocarril del Norte de Guatemala; cuando el departamento fue disuelto en 1920 por el gobierno del ciudadano Carlos Herrera y Luna, Cabañas retornó a la jurisdicción del departamento de Zacapa y ha permanecido allí desde entonces, a pesar de que el departamento de El Progreso fue creado nuevamente por el gobierno del general Jorge Ubico en 1934.

## Toponimia
Anteriormente este municipio recibía el nombre de San Sebastián Chimalapa, en honor al santo patrono de la cabecera municipal, San Sebastián; y también "Chimalapa" que es una palabra de origen náhuatl derivada posiblemente de la palabra Chimalapan, que se compone de chimalli, escudo o rodela, de atl, agua, y de pan, en; y significa: "En el agua (río) de los escudos".
Sin embargo, en 1890 a solicitud de la Municipalidad y por Acuerdo Gubernativo emitido el 7 de abril de 1890, el gobierno del general Manuel Lisandro Barillas autorizó el cambio de nombre, llamándosele en lo sucesivo «Cabañas», en honor al general liberal hondureño José Trinidad Cabañas, y pertenecía jurisdiccionalmente al departamento de Zacapa.

## División política
La división política del municipio de Cabañas es la siguiente:
| División | Listado |
| -------- | --- |
| Aldeas   | - Agua Caliente - Agua Zarca - El Arenal - El Guayabo - El Rosario - El Solís - Los Encuentros - La Laguna - La Puente - Loma de San Juan - Los Achiotes - Piedras Blancas - Plan de la Cruz - Plan de los Pinos - El Zapote - Quebrada Honda - San Luis - San Vicente - Santo Tomás - Sunzapote |
| Caseríos | El Solcito, Cerco de Piedra y San Rafael |

## Geografía física
Cabañas cuenta con una extensión geográfica de 136 km² (kilómetros cuadrados), el cual representa el cinco por ciento del Departamento. Se estima que el 7 % (5 km —kilómetros—) cubre el casco urbano, y el 93 % restante se ubica en el área rural del municipio. Se encuentra a 98 km de la Ciudad de Guatemala, y a 35 km de la cabecera municipal de Zacapa.

### Clima
El clima de Cabañas es cálido y seco la mayor parte del año, con una temperatura que oscila entre una mínima de 22 °C (grados Celsius), y una máxima de 43 °C, para una media anual de 31 °C.

### Ubicación geográfica
Sus colindancias son:
- Norte: Usumatlán, municipio del departamento de Zacapa, teniendo al río Motagua como línea divisoria
- Sur: San Diego, municipio del departamento de Zacapa
- Oeste: El Jícaro, municipio del departamento de El Progreso, y con El Progreso, municipio del departamento de Jutiapa
- Este: Huité, municipio de Zacapa[7]

|                              | Norte: Usumatlán |             |
| Oeste: El Jícaro El Progreso |                  | Este: Huité |
|                              | Sur: San Diego   |             |

## Hidrográfica
Su principal fuente de agua con que cuenta el municipio de Cabañas, departamento de Zacapa, es el Río Motagua. Ubicado al norte del municipio, lugar en el que muchos pobladores pueden disfrutar de un día de recreación y la pesca.

## Gobierno municipal
Los municipios se encuentran regulados en diversas leyes de la República, que establecen su forma de organización, lo relativo a la conformación de sus órganos administrativos y los tributos destinados para los mismos.  Aunque se trata de entidades autónomas, se encuentran sujetos a la legislación nacional y las principales leyes que los rigen desde 1985 son:
| N.º | Ley                                                | Descripción |
| --- | -------------------------------------------------- | --- |
| 1   | Constitución Política de la República de Guatemala | Tiene una regulación legal específica para los municipios en los artículos 253 al 262. |
| 2   | Ley Electoral y de Partidos Políticos              | Ley de carácter constitucional aplicable a los municipios en el tema de la conformación de sus autoridades electas. |
| 3   | Código Municipal                                   | Decreto 12-2002 del Congreso de la República de Guatemala. Tiene la categoría de ley ordinaria y contiene preceptos generales aplicables a todos los municipios, e inclusive contiene legislación referente a la creación de los municipios.             |
| 4   | Ley de Servicio Municipal                          | Decreto 1-87 del Congreso de la República de Guatemala. Regula las relaciones entra la municipalidad y los servidores públicos en materia laboral. Tiene su base constitucional en el artículo 262 de la constitución que ordena la emisión de la misma. |
| 5   | Ley General de Descentralización                   | Decreto 14-2002 del Congreso de la República de Guatemala. Regula el deber constitucional del Estado, y por ende del municipio, de promover y aplicar la descentralización y desconcentración económica y administrativa.                                |

El gobierno de los municipios está a cargo de un Concejo Municipal mientras que el código municipal (ley ordinaria que contiene disposiciones que se aplican a todos los municipios) establece que «el concejo municipal es el órgano colegiado superior de deliberación y de decisión de los asuntos municipales […] y tiene su sede en la circunscripción de la cabecera municipal»; el artículo 33 del mencionado código establece que «[le] corresponde con exclusividad al concejo municipal el ejercicio del gobierno del municipio».
El concejo municipal se integra con el alcalde, los síndicos y concejales, electos directamente por sufragio universal y secreto para un período de cuatro años, pudiendo ser reelectos.
Existen también los Consejos Comunitarios de Desarrollo (COCODE), el Consejo Municipal del Desarrollo (COMUDE) con sus las comisiones de trabajo, las asociaciones culturales y organizaciones civiles. Los Consejos Comunitarios de Desarrollo existentes en cada aldea del municipio, y el Consejo Municipal de Desarrollo, organizan y facilitan la participación de las comunidades priorizando necesidades y problemas.
Los alcaldes auxiliares son una forma de gobierno existente en otros municipios de Guatemala, generalmente donde hay mayor población indígena, sin embargo, la población del municipio en su mayoría es ladina/mestiza por lo que no existe esta figura entre las autoridades municipales.

## Historia
Durante la época colonial fue organizado, por los españoles, el pueblo de San Sebastián Chimalapa en donde ya existía un poblado de indios en el territorio, formando parte del curato de San Cristóbal Acasaguastlán. 

### Tras la Independencia de Centroamérica
La constitución del Estado de Guatemala promulgada el 11 de octubre de 1825 estableció los circuitos para la administración de justicia en el territorio del Estado;  en dicha constitución se menciona que Chimalapa pertenecía entonces al circuito de Acasaguastlán del distrito N.º 4 (Chiquimula) junto con San Agustín, Acasaguastlán, Sanarate, Magdalena, Agua Blanca, Tocoy Tizma, San Clemente y Guastatoya.

### Creación del departamento de El Progreso
En 1890, el gobierno del general Manuel Lisandro Barillas renombró el municipio a «Cabañas» en honor al general liberal hondureño José Trinidad Cabañas.  Posteriormente, el gobierno del licenciado Manuel Estrada Cabrera creó el departamento de El Progreso por decreto del Ejecutivo número 683 del 13 de abril de 1908, considerando que «la actividad comercial suscitada en los puntos por donde la [recientemente concluida] vía férrea interoceánica pasaba, requería la más próxima vigilancia de las autoridades no sólo para conservar el orden sino para lograr un mejor beneficio del ferrocarril».
El departamento incluyó los municipios de Cabañas, Acasaguastlán, Morazán, Sanarate, San Antonio La Paz, San José del Golfo, Guastatoya, Sansaria y las aldeas que estaban al noroeste de Chiquimula formando la mitad de dicho Municipio.  Por su parte, la del nuevo departamento fue Guastatoya, a la que se llamó «El Progreso».
Posteriormente, en el punto álgido del servilismo con el presidente Estrada Cabrera, por decreto N.º 751 del 25 de diciembre de 1919, el consejo de Ministros dispuso que el departamento se denominara «Estrada Cabrera», conservando la cabecera departamental el nombre de «El Progreso».
Tras el derrocamiento de Estrada Cabrera en abril de 1920, el departamento se suprimió por el decreto gubernativo n.º 756 del 9 de junio de 1920 del gobierno de Carlos Herrera y Luna, por no llenar las aspiraciones que el gobierno tuvo en mira para su creación, volviendo los municipios que lo conformaban a los departamentos a que pertenecían, con excepción de Guastatoya que formó parte de Guatemala. Este departamento se restableció el 3 de abril de 1934, por medio del decreto 1965 de la Asamblea Legislativa, pero cabañas permaneció en el departamento de Zacapa.
En 1934 se creó nuevamente el departamento de El Progreso, pero el municipio de Cabañas permaneció en el departamento de Zacapa.
El 5 de octubre de 1957 por Acuerdo Gubernativo se desmembró parte del territorio del municipio de Cabañas, para formar el municipio de Huité.

## Economía
Entre las principales fuentes económicas con las que cuenta el municipio de Cabañas se encuentra la agricultura este es el principal medio de trabajo de este municipio pero también cuenta con otras fuentes económicas como lo son los pequeños comercios de artículos varios.

## Atractivos turísticos
En cabañas el principal lugar turístico es el Parque Regional Municipal “Niño Dormido”, con su densa flora (bosque seco y monte espinoso), y su basta variedad de fauna que incluye la principal especie conocida como “Niño Dormido” o “Heloderma”.

## Fiestas titulares
La fiesta más importante del pueblo de Cabañas se celebra en honor del patrón San Sebastián de Milán, esta celebración se lleva a cabo en el mes de enero, con desfiles, procesiones, la llegada de la feria al pueblo, bailes, concursos, etc. inicia del 1 de enero hasta su terminación el 20, 21 o 22 de enero dependiendo del año. Aunque también hay celebraciones del día de la independencia de la nación el 15 de septiembre, así como Semana Santa, Navidad y Año Nuevo.